# Sielsowiet martynowski (obwód kurski)
Sielsowiet martynowski (ros. Мартыновский сельсовет) – jednostka administracyjna (osiedle wiejskie) wchodząca w skład rejonu sudżańskiego w оbwodzie kurskim w Rosji.
Centrum administracyjnym sielsowietu jest sieło Martynowka.

## Geografia
Powierzchnia sielsowietu wynosi 50,04 km².

## Historia
Status i granice sielsowietu zostały określone ustawami z 2004 i z 2010 roku.

## Demografia
W 2017 roku sielsowiet zamieszkiwało 801 mieszkańców.

## Miejscowości
W skład sielsowietu wchodzą miejscowości: Martynowka, Michajłowka.